# Daßwang

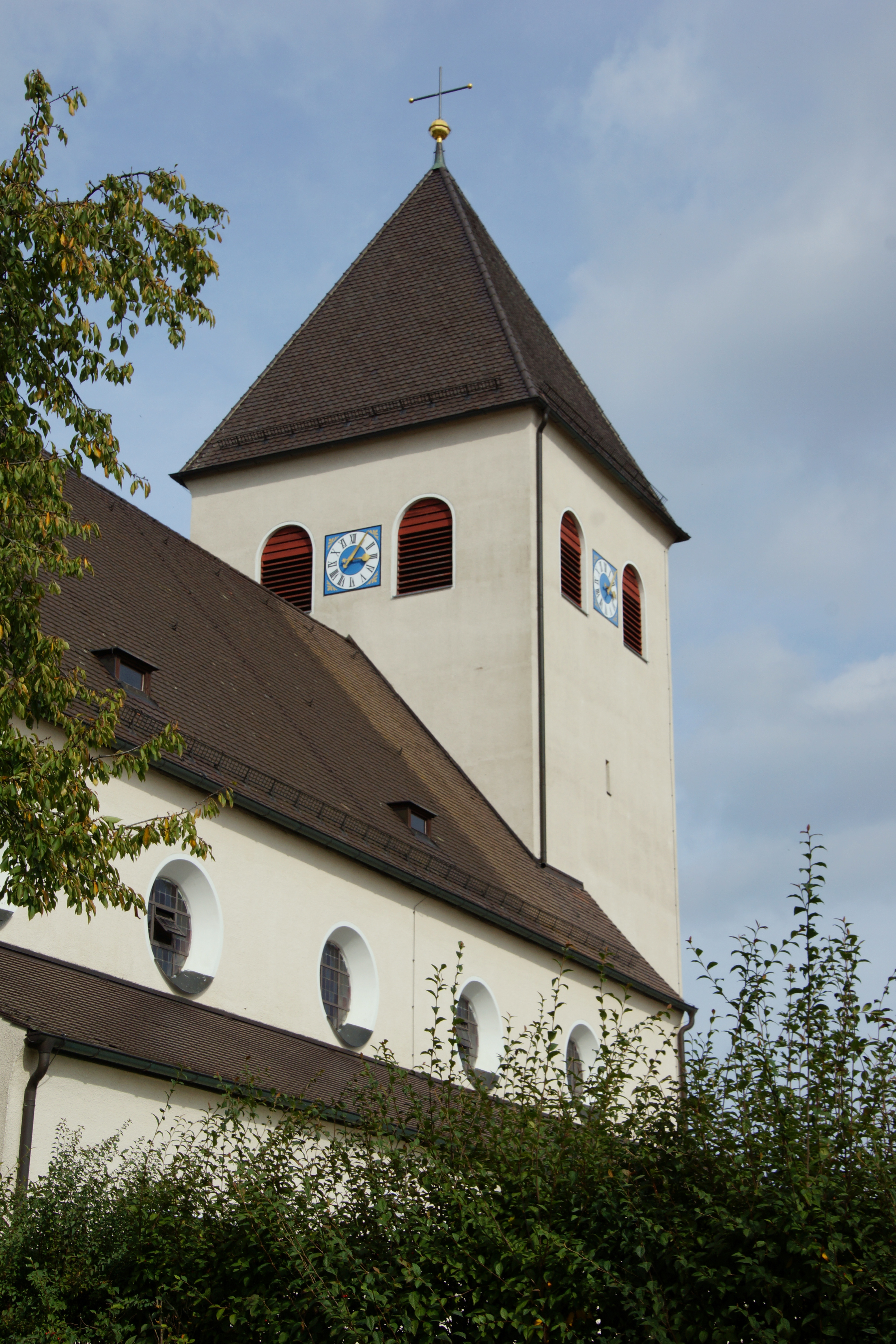
Pfarrkirche Mariä Aufnahme in Daßwang

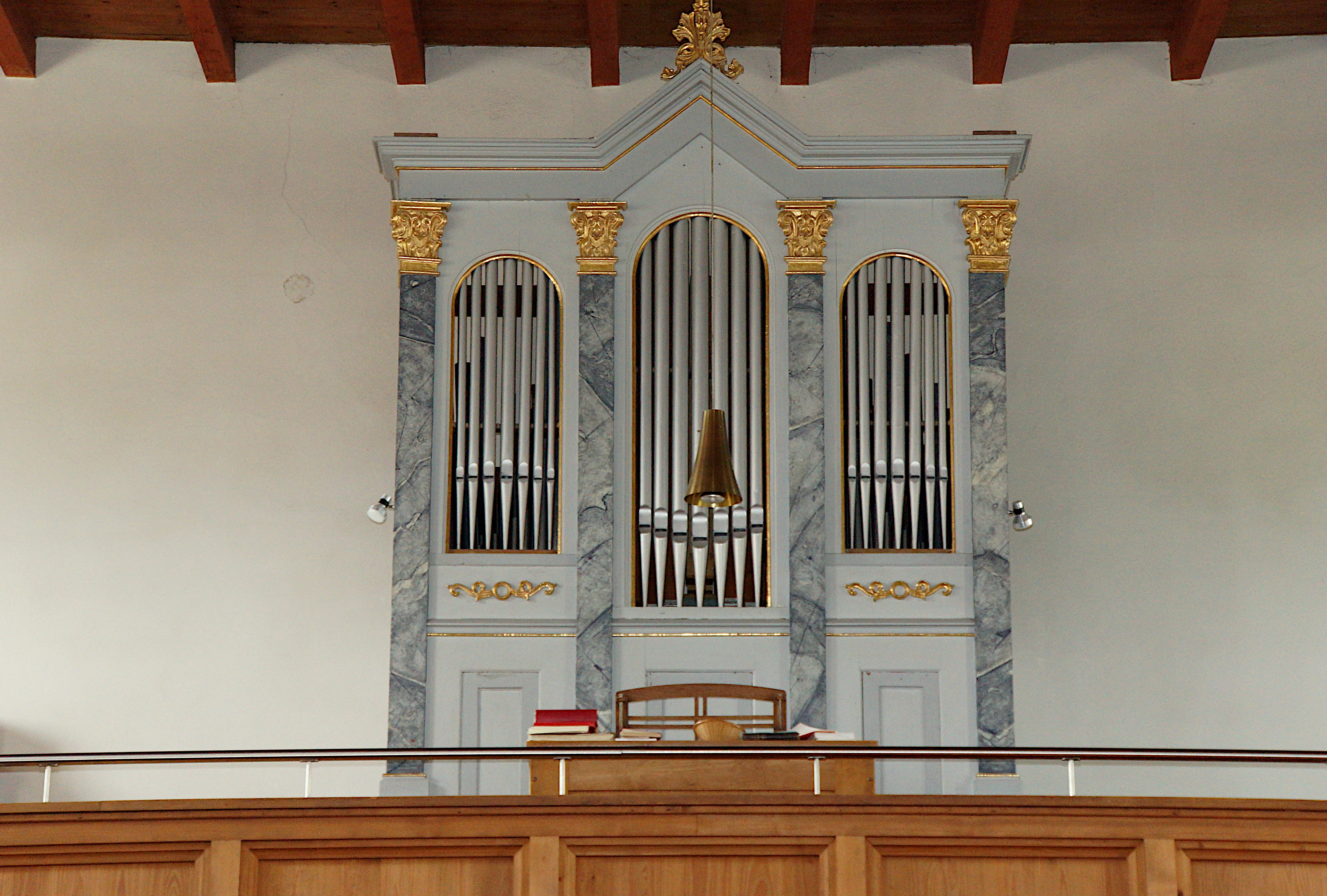
Orgel der Pfarrkirche Mariä Aufnahme in Daßwang

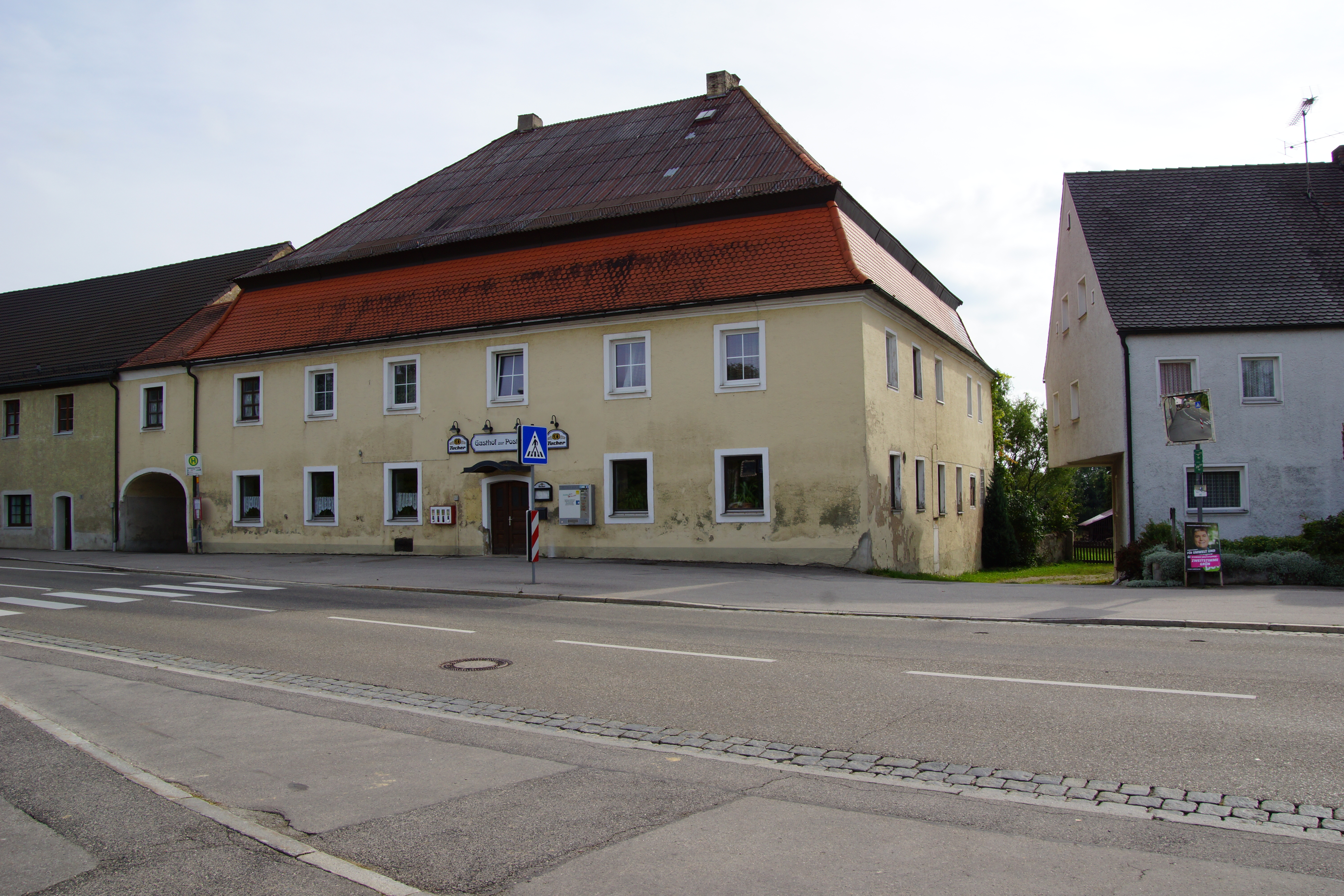
Gasthof zur Post in Daßwang

Daßwang ist ein Ortsteil von Seubersdorf in der Oberpfalz, einer Gemeinde im Landkreis Neumarkt in der Oberpfalz im Oberpfälzer Jura in der Oberpfalz. Der Ort hatte im Dezember 2024 532 Einwohner.

## Geschichte
Um Daßwang befinden sich Spuren einer bronzezeitlichen Besiedlung.
Die Entstehung des Ortes geht auf eine kirchliche Verbindung mit der Urpfarrei Darshofen zurück. Die Endung -wang weist auf eine feuchte Wiese, ein Gelände mit landwirtschaftlicher Nutzung hin. Diese Fläche gehörte einst zu dem an der Schwarzen Laber liegenden Konigshof Darshofen. Es kann die Weide des Tass(il)o gewesen sein. Später wurde hier eine Siedlung mit Kirche errichtet.
Im Jahre 1116 erstmals urkundlich erwähnt, als Hachacha und Huburgis, die Töchter des Burkhart von Wolfertshofen ihre Erbgüter zu Tazzenwang dem Kloster Weihenstephan vermachen, um mit dieser Spende ins Kloster eintreten zu dürfen.
1145 verzichten Durinhart von Pyrbaum und seine Frau Juditha ebenfalls auf ihr Gut in Daßwang und ihren Hof in Winn, als Geschenk an das Kloster Weihenstephan zur Aufnahme ihrer beiden Töchter dorthin.
In einer Urkunde anno 1312 bestätigte Herzog Wilhelm dem Kloster den rechtmäßigen Besitz dieser Höfe. Im 12. und 13. Jahrhundert übten die Edelfreien von Lupburg, nebst den Herren von Laaber, in Daßwang die Dorfgerichtsbarkeit aus und verfügten über die Vogtei von Pfarrei und Kirchengut.
Anno 1222 schenkte Der Edle Chuonrad de Luipurch, Konrad V. von Lupburg, dem Kloster Scheyern, dort lebte sein Onkel Abt Konrad I., eine Dienerin aus Daßwang namens Richinzam. Im Jahre 1300 befand sich Taeswanch zwar noch unter der Herrschaft der Lupburger, diese hatten aber u. a. die Tafern (das sog. Kreuzwirthaus um 1900), mitsamt Rechten als Lehen an die Polanter und Kemnather ausgegeben.
Der Ort Tezzwang wurde 1336 vermutlich aufgrund einer Fehde seiner hiesigen Begüterten arg in Mitleidenschaft gezogen und der Streit wurde erst durch Schadenersatzzahlung durch den Augustinerorden zu Nürnberg in Höhe von 20 Pfund Heller beigelegt.
Im 14. Jahrhundert versuchten die Parsberger Ritter weiterhin ihre Amtsgewalt in Daßwang auszuüben, obwohl im Jahre 1353 bei einer Gerichtsverhandlung ihr Territorium nur bis an das Feld bei Daßwang außerhalb des Schönlohes festgelegt wurde.
Mit der Einführung der Reformation in Pfalz-Neuburg im Jahr 1543 wurde Daßwang evangelisch. Dies blieb so zum Jahr 1618.
Die territorialen Machtstreitigkeiten zogen sich noch über Jahrhunderte hinweg, zumal die bayerischen Herzöge den Herren von Parsberg einige Güter in Daßwang als Lehen zur Verfügung stellten und Daßwang sich zunehmend zu einem strategisch wichtigen Punkt im Postwesen entwickelte, Ab 1765 verlief die Postlinie Regensburg-Nürnberg gemäß kurfürstlichem Erlass nicht mehr über Laaber und Parsberg, sondern über Hemau und Daßwang.
Nach der nötigen Anbauung an den sog. Heinlhof konnte die „Kayserliche Reichspostanstalt Taßwang“ im Fürstentum Pfalz-Neuburg aufgrund der am 1. April 1765 ausgestellten Thurn-und-Taxis-Ernennungsurkunde, am 1. Juli 1765 eröffnet werden.
1783 bestätigte ein fahrender Revisor der Post aus Nürnberg eine sehr gut geführte Posthalter, samst Tafern für die Fahrgäste, dem Götz Johannes, Reichsposthalter daselbst, und seinem Nachfolger, Götz Johann, ältester Sohn.
1775 urkundlich ausdrücklich erwähnt als dem Posthalter verfügbar:
„4 halbgedeckte Fuhrwerke und 2 ohne Kalleschen, 2 Postkarren, 11 Stück sehr gute Pferde, 3 Postknechte, 2 Beyläufer“
Des Weiteren Auszug aus dem Revisionsbericht Straßen und Entfernungen betreffend:
- Von Tasswang nach Willenhofen 1 1/2 Std.
- Von Tasswang auf Hemau 4 Std., Straße Chaussee, aber bergig
- Von Tasswang auf Batzhausen 2 Std.
- Von Tasswang nach Deinig 4 Std., Straße Chaussee und gut
- Von Tasswang nach Painten 6 Std.
- Von Tasswang nach Kelheim 8 Std.

Im August 1796 war Daßwang während des Ersten Koalitionskrieges zwischen Franzosen und Österreichern in das Kriegsgeschehen der Schlacht von Deining einbezogen. Als der französische General Bernadotte nach zwei Tagen Aufenthalt in Neumarkt mit seinen Truppen Richtung Regensburg weiterziehen wollte, stieß er bei Deining auf die Truppen des Generals Nauendorf, der zunächst vor der französischen Übermacht noch Respekt hatte und sich deshalb nach Daßwang zurückzog. Am 21. August 1796 griff Nauendorf mit Infanterie und Kavallerie die Franzosen bei Daßwang an und verfolgte sie bis Batzhausen.

## Neuzeit
Um 1935 erfolgte der Neubau der Kirche des Pfarrdorfes. Der gotische Turm der Kirche sollte beim Neubau erhalten bleiben, stürzte jedoch am Dreifaltigkeitssonntag im Jahr 1935 ein. Die Orgel der katholischen Pfarrkirche  „Mariä Aufnahme“ wurde im Jahr 1935 vom bekannten Regensburger Orgelbauer Eduard Hirnschrodt geschaffen.
Am 1. Mai 1978 wurde Daßwang nach Seubersdorf eingemeindet.